# František Matoušek (politik ČSL)
František Matoušek (21. března 1888 Kosořín – 16. října 1963 Dobruška) byl československý politik a meziválečný poslanec Národního shromáždění za Československou stranu lidovou.

## Biografie
Původně pracoval jako tkadlec. Později byl zřízencem a soukromým úředníkem ve velkých textilních závodech. V letech 1905–1910 studoval odbornou tkalcovskou školu v Ústí nad Orlicí. Později od roku 1908 psal do periodik Jitřenka, Práce a Česká stráž, kde pak v letech 1911–1912 byl vedoucím redaktorem. V roce 1911 založil Ústřední svaz tkalcovských družstev a společenstev a zároveň se začala angažovat v katolickém politickém hnutí. V letech 1913–1914 zastával funkci odpovědného redaktora v týdeníku Český západ v Plzni. Později se přestěhoval do Dobrušky. Zde začal v roce 1916 podnikat jako obchodník se střižním a pleteným zbožím a později provozoval i strojní motárnu v lokalitě Zastavilka. V roce 1919 zakládal Ústřední svaz textilních malovýrobců v Náchodě. V té době již byl místopředsedou Svazu lidových živnostníků a obchodníků.
V parlamentních volbách v roce 1925 získal mandát v Národním shromáždění. Podle údajů k roku 1926 byl profesí živnostníkem a místopředsedou svazu živnostníků a obchodníků v Dobrušce.
Po odchodu z poslanecké sněmovny se dále angažoval v komunální politice. Je pohřben v Dobrušce. Jeho syn František Matoušek (1914–1987) byl v Dobrušce místním výtvarníkem, fotografem, řezbářem a betlémářem.